# گراویفوتون
گراویفوتون ذره بنیادی فرضی است که برای تحریک تانسور متریک (میدان گرانشی) در فضا زمان با ابعاد بیش از چهارتا ظهور پیدا می‌کند. این ذره در نظریه نظریه کالوزا-کلین وجود دارد. خواص فیزیکی مهم این ذره، همانند فوتون است. این ذره حامل نیروی بردار است که گاهی هم با عنوان نیرو پنجم شناخته می‌شود. در حالت عادی گراویفوتون‌ها ابرجفت‌های گراویتونها هستند که خواصی کاملاً شبیه به فوتونها دارند؛ و در ضمن آن‌ها تمایل به جفت شدن با نیروی گرانشی را هم دارند؛ ولی بر خلاف گراویتون‌ها، آن تمایل به داشتن دافعه (به علاوه جاذبه) دارند که از نظر فنی پادگرانش محسوب می‌شود.